# Su Noduladu
Su Noduladu era un'antica frazione, situata nelle montagne selvagge del territorio di Oschiri, in Sardegna, nella regione storica del Monteacuto.
È raggiungibile solo attraverso un lungo percorso, di oltre 20 km, su tracciato sterrato disagevole, che richiede l'utilizzo di fuoristrada. Sul luogo si possono trovare i resti di abitazioni, delle quali appaiono ancora intatte solo le mura perimetrali, a parte un'unica costruzione recentemente ristrutturata dal proprietario.
Il luogo si trova sul versante destro del Rio Rizzolu, è posto ad una quota di 302 m s.l.m. e non è non visibile da alcun punto di osservazione a terra.